# Faro de Ault
El Faro de Ault (en francés: Phare d'Ault) es un faro situado en la localidad de Ault, en el departamento de Somme, Francia. Entró en funcionamiento en 1887. Fue destruido por las tropas francesas en 1940 durante su retirada ante las tropas alemanas al comienzo de la Segunda Guerra Mundial. El faro actual fue puesto en servicio en 1951. Se encuentra situado dentro de una zona militar y no es accesible al público.

## Historia
En 1884 se decidió la construcción en la localidad de Ault de un nuevo faro de alimentación eléctrica tras abandonar los planes de electrificar el cercano faro de Cayeux ya que su torre sólo alcanzaba los 28 metros de altura y los costes de su ampliación eran muy altos.
Tras algunos retrasos, finalmente en 1887, el faro, consistente en una torre de 25 metros de altura y 101 sobre el nivel del mar, se puso en funcionamiento. Estaba equipado con una óptica de 500 mm de distancia focal y su luz característica era de destellos de luz blanca en un ciclo de 4 segundos. A pesar de haber sido construido para albergar un faro eléctrico, finalmente no se instaló la maquinaria necesaria, siendo alimentado primero por aceite mineral y desde 1907 por vapor de petróleo, no electrificándose hasta 1936. Se construyó en ladrillo por razones de economía y debido a lo expuesto del lugar y la mala calidad de aquellos, la torre padeció de graves problemas de humedades cuya reparación fue muy costosa. Coincidiendo con los cambios de alimentación, en 1907 fue cambiada su característica a una de luz blanca y roja a ocultaciones en un ciclo de 18 segundos y en 1936 a ocultaciones de luz blanca en 12 segundos. La torre fue dinamitada en 1940 al comienzo de la Segunda Guerra Mundial por las propias tropas francesas durante su retirada ante el avance de las tropas alemanas.
En 1951 fue puesto en funcionamiento en nuevo faro, construido esta vez en hormigón en su parte inferior y ladrillo en la superior. En 2001 fue automatizado.

## Características
El faro consiste en una torre ligeramente troncocónica de hormigón pintado de blanco con una galería de ladrillo y linterna pintadas de rojo con una altura total de 28 metros.
Emite una luz blanca o roja, función de la dirección, blanca entre los sectores 40° y 175° y roja hasta los 220°, con una característica de cuatro ocultaciones en un ciclo total de 12 segundos. Tiene un alcance de 15 millas náuticas la luz blanca y 11 la luz roja.